# Hermann Mörchen
Wilhelm Johannes Hermann Mörchen (* 27. April 1906 in Köselitz, Anhalt; † 6. Mai 1990 in Frankfurt am Main) war ein deutscher Philosoph, Religions- und Literaturwissenschaftler.

## Leben
Hermann Mörchen wurde als Sohn des Pfarrers Wilhelm Mörchen und seiner Frau Hildegard, geb. Hachtmann, in Köselitz (Kreis Zerbst) geboren und wuchs in Großbadegast bei Köthen auf. Nach dem Abitur am Gymnasium in Köthen im Frühjahr 1924 studierte Mörchen Philosophie, Theologie sowie deutsche und englische Philologie an der Universität Halle; zum Sommersemester 1925 wechselte er an die Universität Marburg. Im Juli 1928 wurde er dort bei Martin Heidegger mit einer Arbeit über Die Einbildungskraft bei Kant promoviert. Im Juli 1929 bestand er in Marburg das Staatsexamen für das höhere Lehramt und war seit Oktober 1929 als Studienreferendar am Wilhelmsgymnasium Kassel tätig. Seit Anfang der 1930er Jahre arbeitete er, unterbrochen von Kriegsdienst und sowjetischer Gefangenschaft, als Lehrer an Gymnasien (vor allem an der Schloss-Schule in Salem bei Kurt Hahn, an der Edertalschule in Frankenberg und am Freiherr-vom-Stein-Gymnasium in Frankfurt, zuletzt als Fachleiter für Deutsch am Studienseminar Frankfurt 1).

## Werk
Er war nicht nur ein bedeutender Heidegger-Schüler, sondern auch neben dem Philosophen Hans Jonas (1903–1993) der einzige andere Doktorand aus Heideggers Marburger Zeit (1923–1928). Er befasste sich mit den Bereichen Philosophie, Theologie und Literaturwissenschaft. Während Hans Jonas in seiner durch das NS-Regime erzwungenen Emigration ganz andere Wege ging, blieb Hermann Mörchen seiner denkerischen Herkunft treu. In Anlehnung an Heideggers Kant-Vorlesungen und damit in Vorwegnahme gewisser Gedankengänge aus Heideggers Kant-Buch von 1929, führte dieses Thema Mörchen zu philosophischen Problemen, die von Kant lediglich angedeutet worden waren. Es folgt eine Vielzahl von Aufsätzen, Rezensionen und Büchern zu den Themen Heidegger, Nietzsche, Rilke, Gadamer, Buber, Russell, Wiplinger, Frankfurter Schule u. a. Mörchens Arbeiten gipfeln in der Untersuchung der philosophischen Kommunikationsverweigerung zwischen Adorno und Heidegger. Er kommt als ausgewiesener Kenner beider Schulen zu dem vielfältig begründeten weiterführenden Schluss:
Man irrt, wenn man behauptet, die Toten könnten über das hinaus, was sie zu Lebzeiten mit uns geteilt und uns mitgeteilt haben, nichts Neues mehr sagen.

### Werke (Auswahl)
- Rilkes Sonette an Orpheus. Kohlhammer, Stuttgart 1958.
- Die Einbildungskraft bei Kant. 2. Auflage. Niemeyer, Tübingen 1970.
- Macht und Herrschaft im Denken von Heidegger und Adorno. Klett-Cotta, Stuttgart 1980, ISBN 3-12-915270-9.
- Adorno und Heidegger, Untersuchung einer philosophischen Kommunikationsverweigerung. Klett-Cotta, Stuttgart 1981, ISBN 3-12-915390-X.
- Denken, Glauben, Dichten, Deuten; Aufsätze und Vorträge aus den Jahren 1953 bis 1990. Anlässlich des 100. Geburtstags von Hermann Mörchen herausgegeben von Ulrich Mörchen und Willfred Hartig. Monsenstein und Vannerdat, 2006, ISBN 3-86582-299-1. (Dazu G. Neumann: „Denken – Glauben – Dichten – Dialogisches Deuten“ in Heidegger Studies Volume 25, Berlin 2009, S. 255–261)
- als Hrsg.: Dieter Bassermann: Der andere Rilke. Gesammelte Schriften aus dem Nachlaß. Gentner, Stuttgart 1961.
- als Hrsg.: Martin Heidegger: Vom Wesen der Wahrheit. Zu Platons Höhlengleichnis und Theätet. (= Gesamtausgabe. Band 34). Vittorio Klostermann, Frankfurt am Main 1988, ISBN 3-465-02924-0. (2. Auflage 1996 bzw. 1997)